# Adnān Chairallāh Talfāh

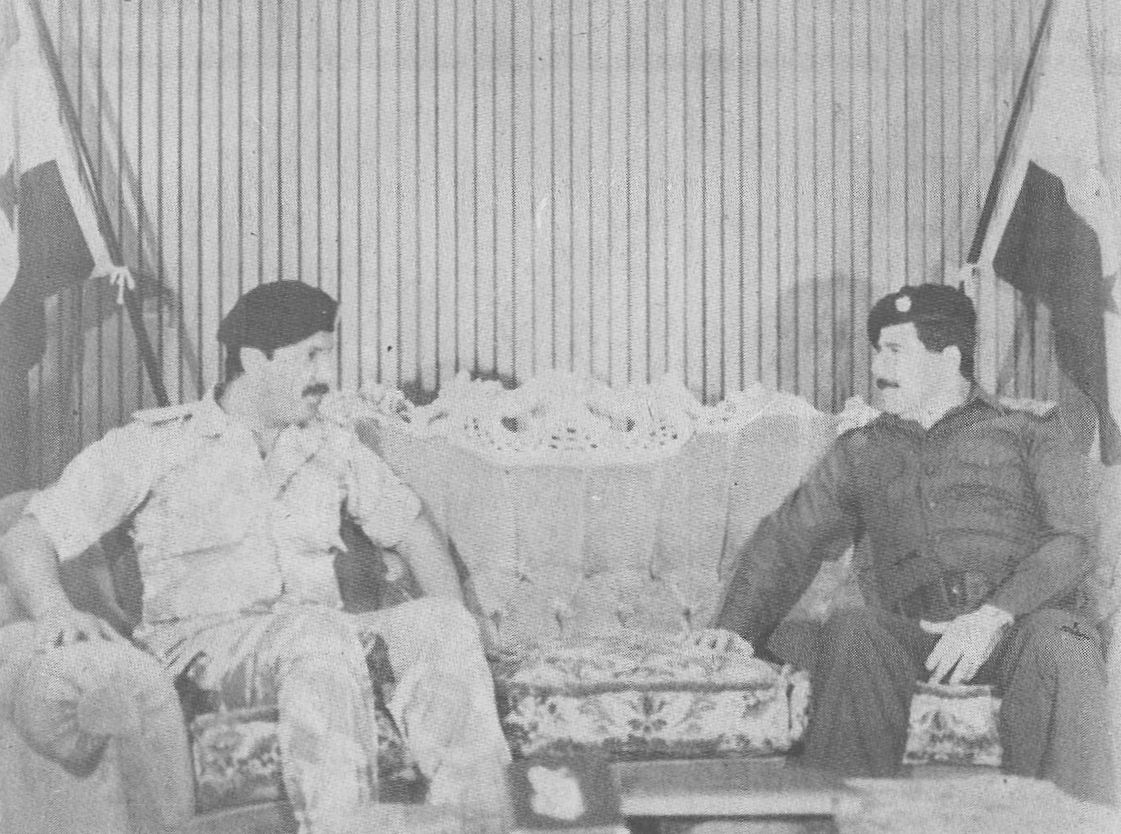
Iraks Verteidigungsminister Adnān Chairallāh (rechts) mit seinem bahrainischen Amtskollegen 1988 in Bagdad

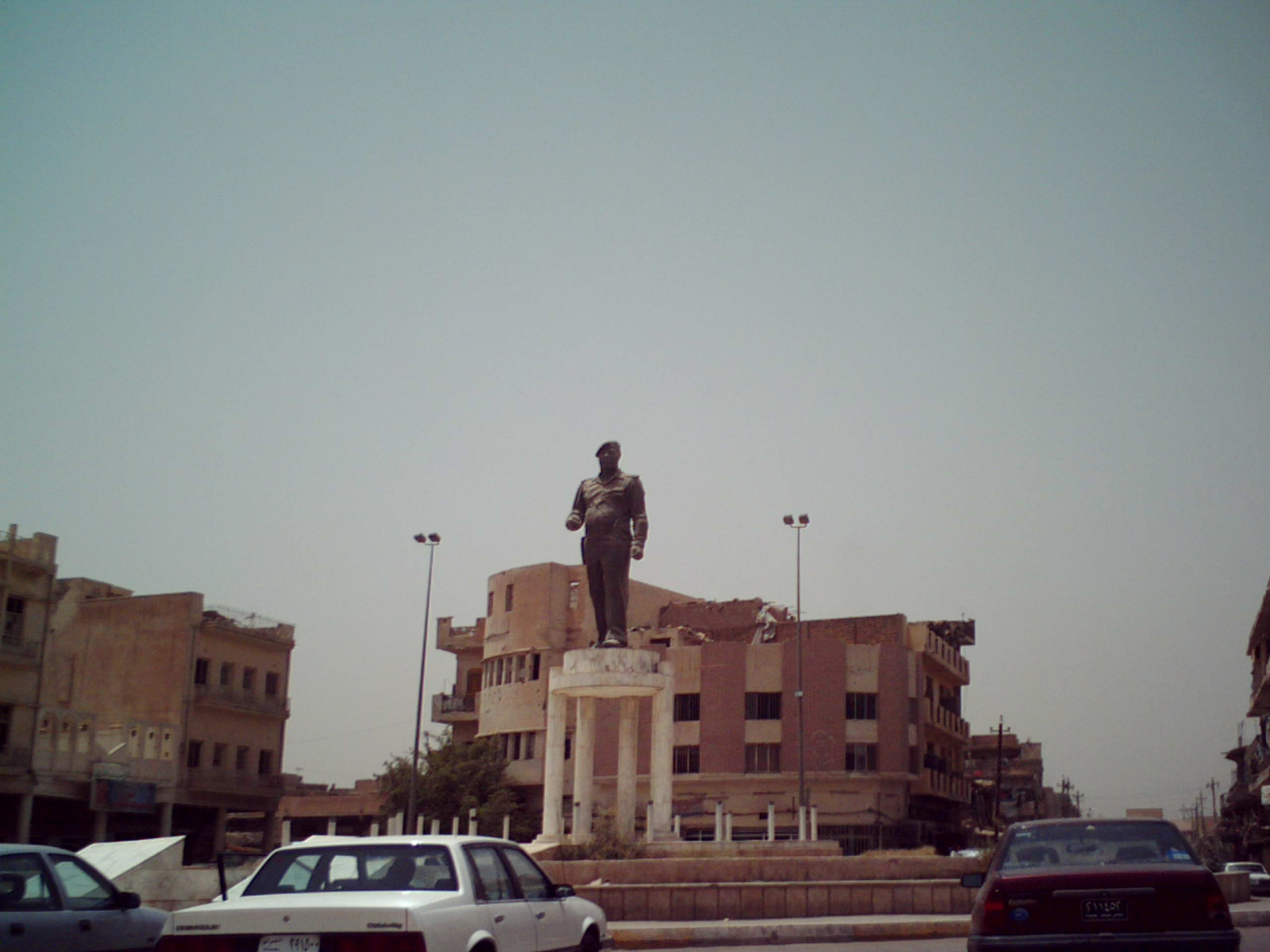
Statue Chairallāhs in Bagdad, 2003

Adnān Chairallāh Talfāh (arabisch عدنان خير الله طلفاح, DMG ʿAdnān Ḫair Allāh Ṭalfāḥ, auch Khairallah; * 1941 in al-Audscha bei Tikrit; † 4. Mai 1989 in Sarsang bei Mosul) war ein irakischer General, Verteidigungsminister und stellvertretender Befehlshaber der irakischen Streitkräfte unter Saddam Hussein im Ersten Golfkrieg.
Chairallāh schlug eine Karriere als Berufsoffizier ein und wurde an der Militär- und Stabsakademie in Bagdad ausgebildet. Er trat 1956 der Baath-Partei bei und war zusammen mit Saddam Hussein am versuchten Mordanschlag an Abd al-Karim Qasim beteiligt. Danach wurde er für kurze Zeit inhaftiert. Chairallāh war auch in die Machtübernahmen der Partei 1963 und 1968 involviert. 1977 wurde er zum Verteidigungsminister berufen.
Chairallāh übernahm den Posten des Vizepräsidenten nach der Machtübernahme von Saddam Hussein 1979. Er selbst war ein Cousin, Halbbruder sowie Schwager von Saddam Hussein und galt als zweitmächtigster Mann des Irak. Chairallāh war der älteste Sohn von Saddam Husseins Ziehvater Chairallāh Talfāh und nahm während Saddams Kindheit und Jugend die Rolle des älteren Bruders in Saddams Leben ein. Vor der Machtübernahme der Baath-Partei war Adnān Chairallāh Oberst im Staatsdienst. Unter Saddam Hussein wurde er unter anderem General Vizepremierminister und Verteidigungsminister. General Chairallāh bereicherte sich selbst unter dem Regime massiv und soll mit rund 500 Automobilen die größte private Fahrzeugflotte des Landes besessen haben.
Nachdem der erste Golfkrieg 1988 beendet war, machte Saddam Hussein ihn auch zum Generalstabschef. Chairallāh wurde in der Presse während des Krieges als erfolgreicher Heerführer inszeniert und stieg damit im Ansehen der Bevölkerung und insbesondere des Militärs. Ebenso präsentierte er sich anlässlich von Sozialleistungen und Wiedereingliederungsmaßnahmen für Soldaten und Offiziere als Wohltäter des Volkes.
Nachdem Chairallāh unaufhörlich auf die Schande hinwies, dass Saddam Hussein neben Chairallāhs Schwester Sadschida Talfah eine weitere Frau im Palast einziehen ließ, fiel Chairallāh bei Hussein zunehmend in Ungnade. Am 4. Mai 1989 starb Chairallāh bei einem Hubschrauberabsturz, laut Informationen des Regimes, als er die irakischen Truppen im Norden des Landes inspizierte. In der westlichen Presse gab es Spekulationen, Chairallāh habe einen Putschversuch gegen Hussein geplant, oder er sei dem irakischen Diktator einfach zu einflussreich geworden.
Chairallah wurde mit einem Staatsbegräbnis verabschiedet und in seiner Heimatstadt Tikrit begraben.